# جاست دانس 2016
جاست دانس 2016 (بالإنجليزية: Just Dance 2016)‏ ، هي لعبة فيديو إلكترونية من نوع رقصات، أنتجها ونشرها شركة يوبي سوفت سنة 2015 وستصدر بتاريخ 20 أكتوبر 2015. وتدعم اللعبة أنظمة بلاي ستيشن 3 وبلاي ستيشن 4 وإكس بوكس 360 وإكس بوكس ون ونظامي وي ووي يو.